# Начальник Камчатки
«Нача́льник Камча́тки» — третий студийный альбом советской рок-группы «Кино», записанный в 1984 году и наполовину состоящий из песен, записанных в альбоме-черновике «46». Включён в сводку «100 магнитоальбомов советского рока» Александра Кушнира. Название является отсылкой к советскому кинофильму «Начальник Чукотки».
В 1987 году фирма грамзаписи «Мелодия» выпустила первый в дискографии «Кино» сингл на грампластинках (миньонах) «Из альбома „Начальник Камчатки“», в который вошли 4 песни из альбома.

## История альбома

### Запись
В студии творился полный бардак, и весь альбом записывался достаточно спонтанно. Это был интуитивный подход, абсолютно без репетиций. Материал делался так: мы приходили на студию, и там Цой показывал вещи. И мы прямо в студии пробовали всё слепить. Я свои партии придумывал на ходу, часто в зависимости от того, какой барабанщик сегодня с нами играет...
Весной 1984 года у коллектива группы «Кино» появилось желание записать новый альбом; благо, новых песен уже было написано предостаточно. Летом окончательно пришедший в себя после пребывания в психиатрической больнице Виктор Цой приступил к работе над альбомом «Начальник Камчатки». Поскольку стабильного состава у «Кино» не наблюдалось, в «Начальнике Камчатки» было задействовано значительное количество музыкантов из других групп. Виктор Цой, мечтавший о полноценном составе группы, обратился с предложением к Александру Титову. Александр отнёсся к этому серьёзно и, после короткого раздумья, принял его. Цой с помощью Бориса Гребенщикова начал переговоры с Андреем Тропилло о записи нового альбома. Роль барабанщика себе брали несколько человек — Всеволод Гаккель, Александр Титов, Пётр Трощенков. Тем не менее к самому концу записи в студии уже появился барабанщик из группы «Народное ополчение» Георгий Гурьянов. Ему пришлось быть перкуссионистом только в песне «Прогулка романтика». Помимо этого, нашлось место и драм-машине, которую программировал Гребенщиков. Альбом был записан довольно быстро — буквально за две-три недели.

### Оформление

#### Альбом
Названием альбома, по воспоминаниям Георгия Гурьянова, он обязан художнику Олегу Котельникову, который после прослушивания придумал десяток названий. «Начальник Камчатки» было одним из предложенных вариантов названия, по аналогии с «Начальником Чукотки». Возникшая ассоциация всем понравилась, и Виктор Цой решил сделать её названием нового альбома.
Существовало несколько вариантов обложки. По словам Георгия Гурьянова, первую обложку делал Евгений Козлов. Вторую уже делал сам Цой. На ней был изображён японский малыш с маленьким «кассио». Moroz Records, однако, использовал исчирканную фотографию, сделанную другим человеком или самим Гурьяновым.

#### Сингл
Фотография лицевой стороны обложки сингла «Из альбома „Начальник Камчатки“» сделана после концерта в ленинградском ДК Связи 24 апреля 1987 года. Слева направо: Игорь Тихомиров, Виктор Цой, Георгий Гурьянов, Андрей Крисанов, Юрий Каспарян.
В аннотации, помещённой на обороте обложки, писатель Александр Житинский пишет:
Мир песен Виктора Цоя — это мир, в котором живёт современный молодой человек, житель большого города. Свойственная возрасту романтика переплетается с иронией, робкие надежды замешаны на скепсисе. В песнях Виктора Цоя дуют сквозняки проходных дворов Ленинграда... И в то же время мир этот отчасти нереален, его границы раздвинуты далеко, на весь свет, потому троллейбус, который идёт по городу, — идёт на Восток

## Отзывы и критика
«Начальник Камчатки» стал первым электрическим альбомом группы «Кино»; у членов группы разные мнения касательно этого альбома. После выхода нового альбома многие музыканты, официальные лица Ленинградского рок-клуба и критики стали относиться к творчеству группы серьёзнее. Подпольная рок-пресса посчитала его «несколько занудным». В десятом номере журнала «Рокси» за 1985 год Виктор Цой сказал, что в одно время ему альбом не нравился, поскольку по звучанию он был «очень вялым», но звук — «атмосфера занудства», который звучит в «Начальнике Камчатки», входит в моду. То же самое повторил Цой и в 1989 году. По мнению Алексея Рыбина, бывшего члена коллектива «Кино», «Начальник Камчатки» — «отчаянно смелая запись». 

## Издания
| Регион | Дата | Лейбл           | Форматы | Каталог      |
| ------ | ---- | --------------- | ------- | ------------ |
| СССР   | 1984 | «АнТроп»        | Бобина  | KINO-HK      |
| Россия | 1994 | «Moroz Records» | CD      | MR 94011 CD  |
| Россия | 1994 | «Moroz Records» | CS      | MR 94003 MC  |
| Россия | 1996 | «Moroz Records» | CD      | MR 96148 CD  |
| Россия | 1996 | «Moroz Records» | CS      | MR 96003 MC  |
| Россия | 1998 | «Moroz Records» | CD      | dMR 01598 CD |
| Россия | 2002 | «Moroz Records» | CS      | MR 96003 MC  |
| Россия | 2005 | «Moroz Records» | CD      | OM 08304 dCD |
| Россия | 2012 | «Moroz Records» | LP      | MR 12017 LP  |
| Россия | 2017 | «Moroz Records» | LP      | MR 12017 LP  |
| Россия | 2022 | «АнТроп»        | LP      |              |

## Список композиций
Слова всех песен  — Виктор Цой, музыка и аранжировка всех песен— участники «Кино», кроме (7) — ария из оперетты Имре Кальмана «Принцесса цирка» (русский текст — Ольга Фадеева)

### Альбом
| №                   | Название                | Длительность |
| ------------------- | ----------------------- | ------------ |
| 1.                  | «Последний герой»       | 2:53         |
| 2.                  | «Каждую ночь»           | 2:58         |
| 3.                  | «Транквилизатор»        | 5:34         |
| 4.                  | «Сюжет для новой песни» | 2:10         |
| 5.                  | «Гость»                 | 3:56         |
| 6.                  | «Камчатка»              | 2:51         |
| 7.                  | «Ария мистера X»        | 2:16         |
| 8.                  | «Троллейбус»            | 2:22         |
| 9.                  | «Растопите снег»        | 1:50         |
| 10.                 | «Дождь для нас»         | 3:18         |
| 11.                 | «Хочу быть с тобой»     | 2:26         |
| 12.                 | «Генерал»               | 3:25         |
| 13.                 | «Прогулка романтика»    | 3:35         |
| Общая длительность: | Общая длительность:     | 39:34        |

| №                   | Название            | Длительность |
| ------------------- | ------------------- | ------------ |
| 14.                 | «Танкисты»          | 3:42         |
| 15.                 | «Анаша»             | 0:37         |
| 16.                 | «Постой, паровоз»   | 2:56         |
| Общая длительность: | Общая длительность: | 46:49        |

Демо-версия альбома с невошедшими песнями издана студией «АнТроп» в 2022 году.

### Сингл
| №                   | Название             | Длительность |
| ------------------- | -------------------- | ------------ |
| 1.                  | «Камчатка»           | 2:50         |
| 2.                  | «Генерал»            | 3:25         |
| 3.                  | «Троллейбус»         | 2:20         |
| 4.                  | «Прогулка романтика» | 3:25         |
| Общая длительность: | Общая длительность:  | 12:00        |

## Участники записи
Нумерация композиций приведена по альбому.
- Виктор Цой — вокал, гитара (кроме 14-16)
- Юрий Каспарян — соло-гитара,  бэк-вокал, электроорган (12, 13)
- Александр Титов — бас-гитара,  ударные (1, 3), бэк-вокал
- Борис Гребенщиков — клавишные (синтезатор Casiotone) (1, 3, 6, 12)
- Сергей Курёхин — клавишные (2-5)
- Пётр Трощенков —  барабаны (2, 8)
- Евгений Губерман —  барабаны (9)
- Георгий Гурьянов — перкуссия (13)
- Андрей Радченко — ударные (10, 13)
- Всеволод Гаккель — ударные (12)
- Игорь Бутман — саксофон (2, 7-11)
- Андрей Тропилло — свист (3), раковина (6), вокал (9)
- Александр Башлачёв —  вокал (14-16), гитара (14-16)